# Gwiazdy zmienne typu S Doradus
Gwiazda zmienna typu S Doradus (ang. Luminous blue variable – „jasna błękitna gwiazda zmienna”) – gwiazda na końcowym etapie ewolucji, o jasności absolutnej rzędu miliona razy większej od Słońca (absolutna wielkość gwiazdowa ponad -10m), cechująca się zmiennością blasku w wyniku okazjonalnych rozbłysków o 1-2m i silnym wiatrem gwiazdowym.
Etap ten trwa bardzo krótko i osiągają go najmasywniejsze gwiazdy, o masie początkowej ponad 85 mas Słońca.
Gwiazdy te są niestabilne, ponieważ ich jasność jest bliska granicy Eddingtona. Po utracie masy w wyniku wiatru, której tempo może sięgać nawet 0,1 M☉ na rok, stają się gwiazdami typu Wolfa-Rayeta, a następnie wybuchają jako supernowe typu Ib/c. Jeśli nie zdążą pozbyć się masy wystarczająco szybko, mogą wybuchnąć jako supernowe z niestabilnością kreacji par.
Znanych jest niewiele takich gwiazd, przykładowe z nich to: S Doradus, eta Carinae, Pistolet i P Cygni.